# Andikoa
Andikoa es una entidad de población española del municipio de Bérriz, perteneciente a la provincia de Vizcaya, en la comunidad autónoma del País Vasco.

## Toponimia
El nombre del lugar puede encontrarse escrito con las grafías Andikoa y Andicona.

## Historia
Hacia mediados del siglo XIX, el lugar ya pertenecía a Bérriz. Aparece descrito en el segundo volumen del Diccionario geográfico-estadístico-histórico de España y sus posesiones de Ultramar de Pascual Madoz con las siguientes palabras:

ANDICONA: barriada en la prov. de Vizcaya, part. jud. de Duarngo, y anteigl. de Berriz: (V). Hay una ermita (Ntra. Sra. de la Candelaria), reedificada y ampliada por los vec. en 1550: es un edificio sólido y mediano, con varias lápidas sepulcrales: los devotos acuden en sus necesidades á este santuario, en donde se celebra una concurrida romeria el dia 2 de febrero.
(Madoz, 1845, p. 285)

En 2023, la entidad singular de población de Andikoa tenía empadronados 134 habitantes, todos ellos en el núcleo de población de ese nombre.